# GATE (芸能事務所)
GATE株式会社（ゲート、英: GATE Inc.）は、東京都渋谷区千駄ヶ谷に所在する、日本の芸能事務所である。タレント、芸人、スポーツ選手をはじめ、アーティスト、クリエイターのマネジメントを手掛け、番組の制作やプロモーション、イベントの制作なども行っている。

## 所属タレント
- 中島健太（画家）[2]
- ベッキー[3]
- 馬場雄大（バスケットボール選手）[4]
- 宮崎早織（バスケットボール選手）[5]
- ハリセンボン（近藤春菜・箕輪はるか）[6]
- 森カンナ
- 森ひかる（トランポリン選手）[7]
- 江浦優香（HKT48)
- 龍頭綺音（HKT48）
- やまもとしんじ
- 宍戸開
- 中塚智（俳優）
- 五十嵐諒（俳優）
- 島田和奏（俳優）
- 吉川慶（俳優）
- 小久保宏紀（俳優）
- 友田オレ（芸人）
- リンドバーグ（芸人）
- 吉富千桜（声優）
- イクラボブチャンチャン（芸人）
- シャワーカーテニスト（芸人）

## メディアサポート
- 辻愛沙子

## 番組制作
- MEET YOUR ART - YouTubeチャンネル

## プロモーション
- プリンスアイスワールド
- イニエスタオリジナルブランド発表会

## 企画
- ARTISTNEWGATE